# Passabarrancs bidentat
El passabarrancs bidentat (Cordulegaster bidentata) és una espècie d'odonat anisòpter de la família dels cordulegàstrids. Es tracta d'un endemisme europeu. És la Cordulegaster més petita d'Europa (exceptuant Turquia).

## Distribució
Habita al centre i sud d'Europa. A la península Ibèrica només està present als Pirineus i àrees adjacents. Es tracta d'una espècie més localitzada que Cordulegaster boltonii, l'altra espècie del gènere present als Països Catalans.

## Hàbitat
Les nimfes habiten en fonts i cursos alts de rius, llocs amagats i difícils de trobar, preferentment en deus de tova i petits rierols calcaris.

## Període de vol
Els adults es poden trobar des de mitjans de maig fins a finals d'agost.